# Registr silničních vozidel
Registr silničních vozidel (dříve Centrální registr vozidel) je oficiální databáze všech vozidel registrovaných v ČR včetně vozidel zaniklých nebo vyvezených do zahraničí. Evidence vozidel je upravena v zákoně o podmínkách provozu vozidel na pozemních komunikacích. 
Registr je informačním systémem veřejné správy, jeho správcem je ministerstvo dopravy. Část registru a statistiky jsou veřejně přístupné na internetu.
Ministerstvo dopravy na svých stránkách popsalo související životní situace:
- Zápis dovezeného nebo zatím neregistrovaného vozidla
- Změnu vlastníka vozidla
- Změny údajů o vozidle, technického průkazu nebo SPZ
- Vývoz vozidla z ČR do jiného státu
- Vyřazení silničního vozidla z provozu
- Zánik vozidla
- Likvidace autovraků

Agendu evidence vozidel původně vykonávala Policie České republiky prostřednictvím Okresních dopravních inspektorátů. Od července 2012 je plně v kompetenci Ministerstva dopravy, které ji vykonává prostřednictvím obcí s rozšířenou působností a v roce 2013 bylo v evidenci téměř 7,5 milionu provozovaných automobilů
V registru se evidují vozidla a jejich vlastníci nebo provozovatelé. Ti mohou vozidlo zaregistrovat na kterémkoli úřadě obce s rozšířenou působností. Před samotnou registrací musí mít vozidlo již sjednané  pojištění odpovědnosti (povinné ručení) a evidenční technickou prohlídku.